# Glypta confragosa
Glypta confragosa là một loài tò vò trong họ Ichneumonidae.